# 假大头茶
假大头茶（学名：Camellia azalea）又名杜鹃红山茶、杜鹃叶山茶，为山茶科山茶属的植物。国家一级保护野生植物。1986年，由华南植物园的卫兆芬（1934~）根据广东阳春的标本命名。分布于中国广东等地，生长于海拔540米的地区，多生于山地。假大头茶是山茶属中花期最长的种类，是茶花育种的宝贵资源。现在已广为种植，用于园艺观赏。